# Ewolucja gruczołu mlekowego

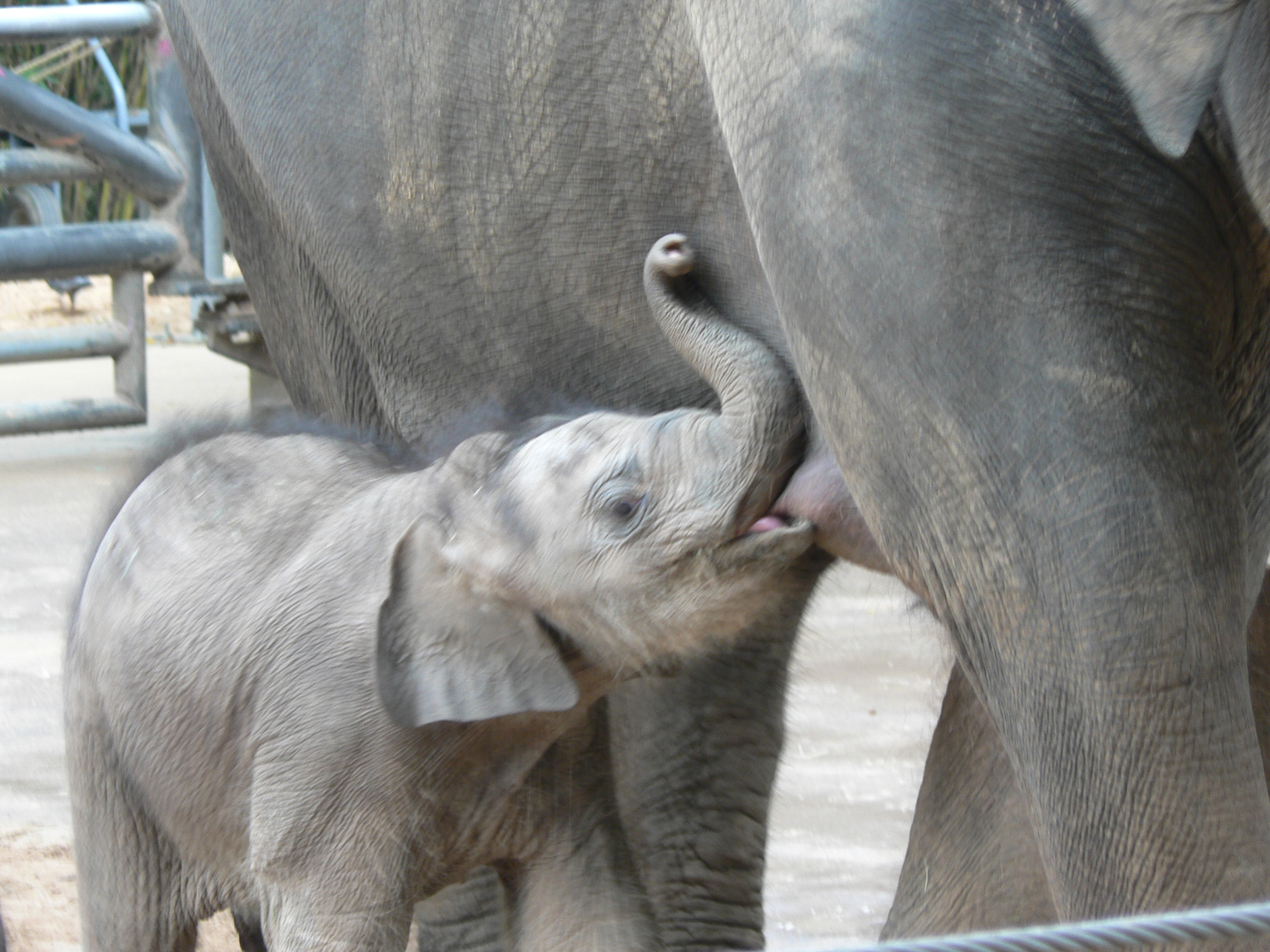
Ssaki, takie jak słoń indyjski, karmią młode mlekiem wydzielanym przez gruczoły mlekowe

Ewolucja gruczołu mlekowego – rozwinięcie się u przodków ssaków gruczołu mlekowego na drodze ewolucji.
Karmienie młodych mlekiem prawdopodobnie pojawiło się jeszcze przed wyewoluowaniem ssaków. Ssaki powstały wedle starszych poglądów pod koniec triasu z grupy zwanej terapsydami, dając początek licznym radiacjom ewolucyjnym. Jednak niezwykłość łączącego je wszystkie przystosowania w postaci karmienia młodych mlekiem dostrzegł już Karol Linneusz i to właśnie wydzielającym mleko gruczołom mlekowym zawdzięczają ssaki swą naukową nazwę Mammalia. Podobnego przystosowania nie spotyka się w żadnej innej grupie zwierząt. Badacze wymieniają co prawda żywienie młodych wydzielinami ciała u niektórych jaszczurek czy nawet ryb (łożysko żółtkowe rekinów, wydzieliny skóry pielęgnicowatych), są to jednak zjawiska dość odmienne od karmienia młodych bogatymi wydzielinami gruczołów skórnych.

## Historia

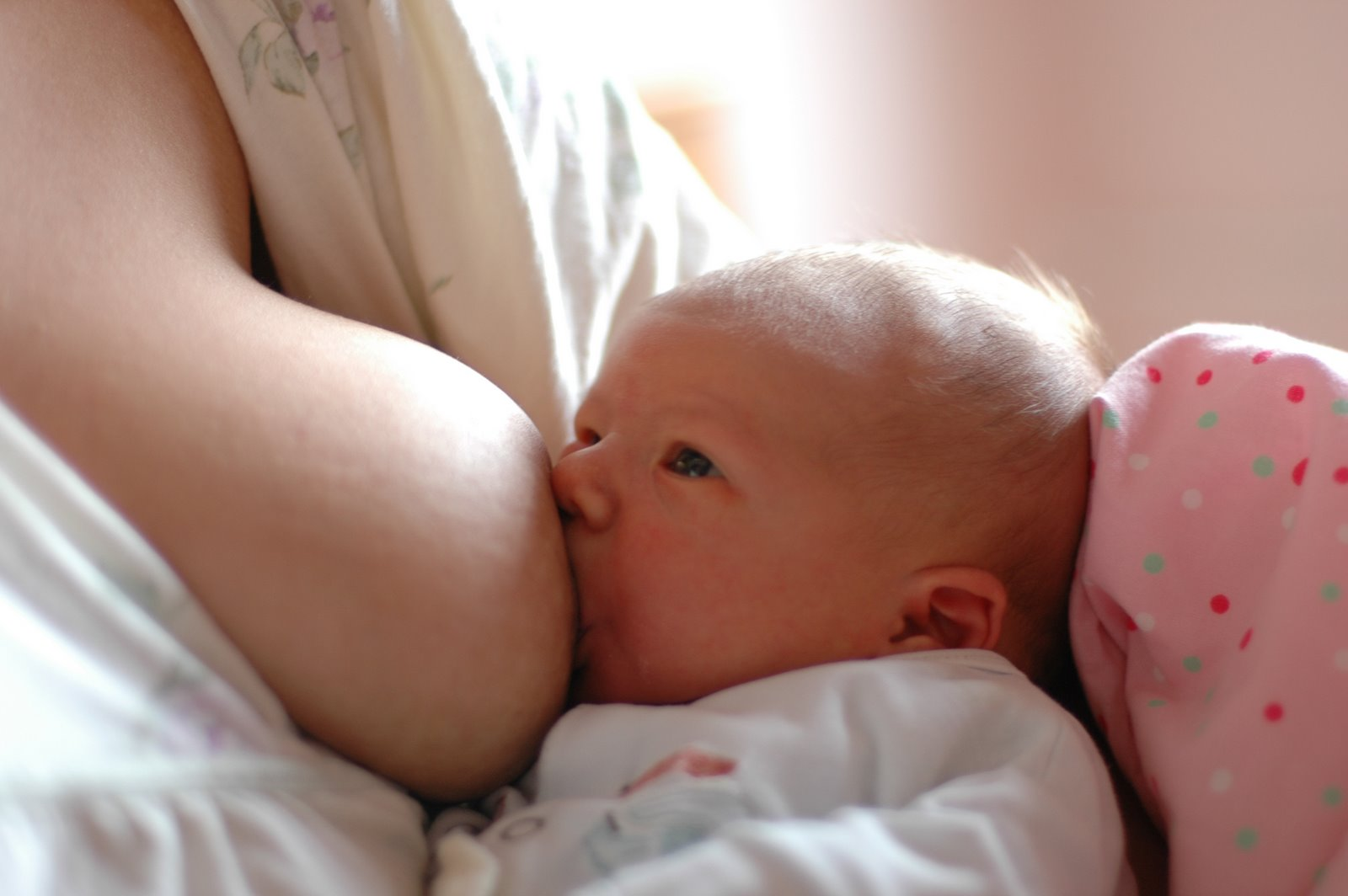
Karmienie piersią u człowieka rozumnego

Różni autorzy prezentowali liczne hipotezy mające wyjaśnić powstanie tej adaptacji, niełatwej do wyjaśnienia wobec niezachowywania się zwykle tkanek miękkich takich gruczoły w zapisie kopalnym. Sam Darwin postulował, że do rozwoju laktacji przyczynić się miało trzymanie młodych w torbie lęgowej jak u koników morskich. Potomstwo miałoby tam zacząć zlizywać wydzielinę gruczołów matki. Samo marsupium zaś miało się wytworzyć z macicy. Kolejni XIX-wieczni autorzy poszukiwali już prekursorów gruczołów mlekowych. Gegenbaur postulował ich odmienne pochodzenie w różnych grupach ssaków, u stekowców wskazując ich rozwój z gruczołów potowych, u ssaków żyworodnych zaś z łojowych, co później obalono. Na początku XX wieku autorzy posiłkowali się już argumentami embriologicznymi, badając rozwój zarodkowy. W odmienną stronę poszedł Haldane, wracając do składanych przez gady jaj, wymagających odpowiedniej temperatury do rozwoju. Uważał, że przodkowie ssaków schładzali swe jaja mokrymi włosami, później zaś wyklute młode miały zlizywać ciecz. Natomiast hipoteza Longa postulowała wydzielinę inkubatorium przenikającą przez cienką skorupkę jaj. Najpierw więc pojawił się u stałocieplnego zwierzęcia dobrze ukrwiony obszar skóry pozwalający ogrzać jaja. Następnie zaczął on wydzielać wilgotną wydzielinę. Jako trzeci etap utworzyć się miało marsupium, czyli torba lęgowa. Wydzielanie wilgotnej substancji miało ulec przedłużeniu i wyklute już młode zaczęły ją zlizywać, zanim w końcu nauczyły się ssać. Hopson z kolei zwracał uwagę na miniaturyzację mezozoicznych ssaków, wymagających dodatkowego źródła pokarmu. W zupełnie innym kierunku poszli Graves i Duvall, postulując związek powstania laktacji z feromonami i sygnalizacją chemiczną. Zauważyli wpierw obecność narządu przylemieszowego u wszystkich ssaków, z czego wywnioskowali jego obecność u ich wspólnego przodka. Narząd ten służy odbieraniu bodźców chemicznych. Autorzy uznali, że matka mogłaby za pomocą bodźców chemicznych wyznaczać młodym drogę do torby lęgowej. Tak więc sygnalizacja chemiczna byłaby dodatkowym etapem w ewolucji laktacji, pomiędzy wydzieliną zapewniającą jajom wilgoć, a kolejną egzaptacją przekształcającą ją w pokarm.

## Ewolucja

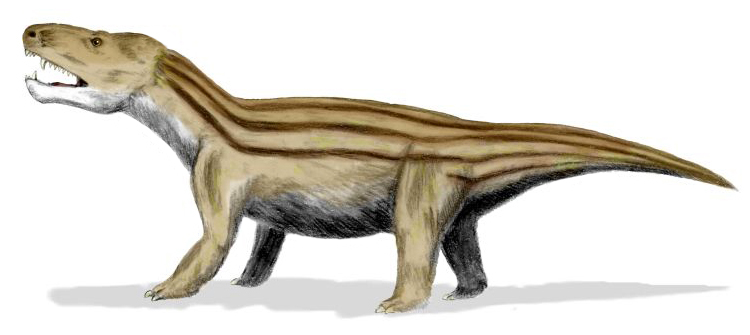
Laktacja wyprzedza powstanie ssaków. Adaptację rozwinęły prawdopodobnie już terapsydy, prawdopodobnie z grupy cynodontów, takich jak powyższy cynognat

Badania wskazują na odległe w czasie początki laktacji. O ile pierwsze ssaki znane są z okresu triasowego, ich linia oddzieliła się od tej prowadzącej do współczesnych gadów i ptaków jeszcze dawniej, w permie, ponad 320 milionów lat temu, bądź jeszcze wcześniej, w karbońskim pensylwanie. Owodniowce podzieliły się wtedy na dwie główne linie, synapsydy i zauropsydy. Podczas gdy zauropsydy dały początek zwierzętom współcześnie określanym jako gady, w tym jaszczurkom, wężom i archozauromorfom (wraz z krokodylami i dinozaurami obejmującymi też ptaki), ich grupa siostrzana, synapsydy, dała początek ssakom. Jeszcze w okresie permskim na superkontynencie Laurazji z synapsydów wyodrębniła się grupa terapsydów. To prawdopodobnie u nich zaczęła ewoluować laktacja, najpewniej w grupie cynodontów. Starsi autorzy powątpiewali, by cynodonty miały gruczoły mlekowe, choć znaleziono u nich gruczoły solne. Również i dzisiaj podważa się laktację cynodontów. O ile trudno znaleźć bezpośrednie ślady żywienia młodych mlekiem w zapisie kopalnym, pobierany pokarm wiąże się zwykle z występującym u danego osobnika uzębieniem. Późniejsze ssaki cechują się zwykle dwoma kompletami zębów: mlecznymi i stałymi. Znalezienie Kayentatherium, przedstawiciela Tritylodontidae, wraz z 38 noworodkami o rozwiniętym uzębieniu przystosowanym do konsumpcji stałego pożywienia wskazuje raczej na plezjomorficzny, a nie typowy dla ssaków sposób odżywiania młodych. Żaden ssak nie byłby w stanie wykarmić mlekiem 38 młodych. Tak więc bardzo blisko spokrewnione ze ssakami, uznawane nawet za ich klad siostrzany, Titylodontidae nie mogły opierać wyżywienia młodych na laktacji. Z drugiej strony wczesne Mammaliaformes cechowały się już difiodontyzmem związanym z laktacją. Osiągały również mniejsze rozmiary ciała, co niektórzy autorzy wiążą z ograniczeniem wielkości jaj, z czego wywodzą argument przeciwko jajorodności.
Gruczoły mlekowe powstały z gruczołów powłoki ciała terapsydów. Początkowo musiały przeprowadzać proces znacznie prostszy od dzisiejszej laktacji. Proces rozpoczął się jeszcze przed podziałem na jajorodne stekowce i ssaki żyworodne.
Pierwszym etapem rzeczywiście mogło być wytworzenie bogato ukrwionej łaty na brzuchu, gdzie terapsydy umieszczały złożone przez siebie jaja, później być może marsupium, które wspierało się na kościach epipubic, znajdywanych w zapisie kopalnym choćby u zaawansowanych ewolucyjnie cynodontów, wieloguzkowców i niektórych pierwotnych żyworodnych. Jednak w przeciwieństwie do niektórych zauropsydzich jaj pokrytych grubą, nieprzepuszczalną skorupą, terapsydy składały jaja o cienkiej, pergaminowej osłonie, nie chroniącej należycie przed wysychaniem ani różnicami temperatury. Wymagające odpowiedniej temperatury i wilgotności jaja nie przetrwałyby w otwartym gnieździe. Stałą temperaturę zapewniłaby wspomniana łata, a jej wydzielina uzupełniałaby parującą wodę. Problem stanowi ustalenie jakie właściwie gruczoły zaczęły wydzielać tą wydzielinę. Przodkowie ssaków mieli w skórze gruczoły potowe, łojowe i ekrynowe. Blackburn proponował złożone pochodzenie nowych gruczołów. O ile bowiem podobieństwa gruczołów mlekowych do ekrynowych są jedynie powierzchowne, mają one wspólne cechy zarówno z gruczołami łojowymi, jak i potowymi. Oftedal wskazał jednak istotne podobieństwa do pierwotnych gruczołów apokrynowych, związanych z mieszkami włosowymi, zwłaszcza jeśli chodzi o jednostki mlekowo-włosowo-łojowe (mammo-pilo-sebaceous units) stekowców. Taka pierwotna wydzielina mogła już jednak zawierać laktozę. Z drugiej strony torba kolczatki jest zwykle sucha.
Następnie wydzielina została wzbogacona o substancje o działaniu przeciwmikrobowym. Zwiększały one przeżywalność jaj czy młodych. Takie substancje można znaleźć i dzisiaj w ludzkim mleku. Przykładami są białko laktoferyna, oligosacharydy i lipidy o średniej długości nasyconych i długich nienasyconych resztach kwasów tłuszczowych.
Wydzielina mogła zostać następnie wzbogacona o składniki odżywcze. Blackburn et al. porównują to z wydzieliną jajowodów stekowców. Pergaminowa osłonka jaja mogła być bowiem przepuszczalna do tego stopnia, że zapewniałaby przedostawanie się do środka substancji odżywczych. Geny kodujące dzisiejsze kazeiny obecne są zarówno u stekowców takich jak dziobak czy kolczatka, u torbaczy takich jak dydelf oraz u łożyskowców, musiały więc powstać jeszcze przed rozdzieleniem się ich linii ewolucyjnych, choć później w oddzielnych liniach zachodziły dalsze zmiany. Co więcej, enzymy o działaniu przeciwdrobnoustrojowym, jak lizozym czy oksydaza ksantynowa, wiążą się także z funkcją odżywczą mleka. Tak więc wydzielina odgrywała wcześniej funkcję głównie immunologiczną, do której następnie dołączyła funkcja odżywcza. Genetycznie za rozwój gruczołów mlekowych, jako części układu odpornościowego, odpowiadały szlaki NF-kB i Jak/Stat. Z lizozymu powstała prawdopodobnie laktoalubumina, a obok oligosacharydów zaczęła pojawiać się laktoza, która u stekowców i torbaczy w dalszym ciągu nie dominuje nad oligosacharydami. W linii stekowców zaszły duplikacje rzeczonych genów kazeiny oraz utrata eksonu i następnie tasowanie eksonów kwaśnego białka serwatkowego (WAP), występującego w mleku stekowców i torbaczy, licznych łożyskowców, jak gryzonie, świnie czy wielbłądy, ale już nie u przeżuwaczy, posiadających w genomie tylko pseudogen. Badania wskazują na zakonserwowanie związanych z produkcją mleka genów, ewoluujących powoli. Dodatkowo, co zaobserwowano w badaniach bydła, geny związane z laktacją skupiają się w klastrze. U łożyskowców również wykryto duplikacje. Z drugiej strony już pierwotne gruczoły cynodontów mogły wydzielać laktozę. Tymczasem zaawansowane terapsydy triasu mogły już karmić młode bogatym w składniki odżywcze mlekiem, dzięki temu składając mniejsze jaja. Pogląd taki potwierdzają mniejsze rozmiary ciała, kości epipubic i ograniczenie zastępowania zębów.
W dalszym ciągu produkujące opisywaną wyżej wydzielinę gruczoły skórne uległy specjalizacji i powiększeniu. Produkowany przez nie w większej ilości płyn stał się głównym pokarmem rozwijającego się potomstwa. Taki dobrze wyodrębniony gruczoł produkujący znaczne ilości mleka istniał już zapewne 200 milionów lat temu.
Później pojawił się sutek pozbawiony włosów, którego mogło uczepić się młode. Ten późny wynalazek wyewoluował prawdopodobnie dopiero u ssaków żyworodnych. Nie mają go jeszcze stekowce, aczkolwiek u kolczatki występuje już pewna struktura nieco przypominająca sutek. Porastają ją jednak włosy. U dziobaka nie ma nawet wybrzuszenia, a cały rejon porasta sierść, mokra od wydzielanego mleka. Stekowce oddzieliły się od ssaków żyworodnych między 220 a 160 milionów lat, już po pojawieniu się laktacji, przed pojawieniem się sutka. U stekowców po krótkiej ciąży młode cały czas przychodzi na świat w okrytym pergaminową osłonką jaju, z którego wylęga się na wczesnym etapie rozwoju. Następnie długi czas odżywia się mlekiem zlizywanym z brzucha matki, zawierającym zarówno składniki odżywcze, jak i substancje przeciwmikrobowe, w tym białka z głównym MLP (Monotreme Lactation Protein). Białko to nie występuje w innych liniach dzisiejszych ssaków i musiało wyewoluować w linii stekowców.
Ssaki żyworodne rozmnażają się już inaczej. Nie występuje u nich jajo. U torbaczy po krótkiej ciąży bardzo słabo rozwinięte młode przychodzi na świat i rozwój swój kontynuuje w torbie matki, pijąc mleko. Karmienie mlekiem może trwać znacznie dłużej niż u łożyskowców. Przykładowo kangur mniejszy karmi swe młode mlekiem od 300 do 500 dni, podczas gdy u myszy trwa to 20-24 dni. Mleko zawiera immunoglobuliny zwiększające odporność młodego. Zdarza się, że gruczoły mlekowe tego samego zwierzęcia produkują mleko o różnym składzie (asynchronous concurrent lactation).
Laktacja podlegała dalszej ewolucji również u łożyskowców. U niektórych uległa skróceniu, np. u fokowatych z karmiącym młode mlekiem tylko 4 dni kapturnikiem. U innych uległa wydłużeniu, np. u naczelnych takich jak szympans. Zróżnicowany jest także skład mleka, np. bogatego w tłuszcz u fokowatych (do 60% u kapturnika) czy, w nieco mniejszym stopniu, u uchatkowatych. Z drugiej strony plasują się nosorożcowate o mleku właściwie beztłuszczowym.

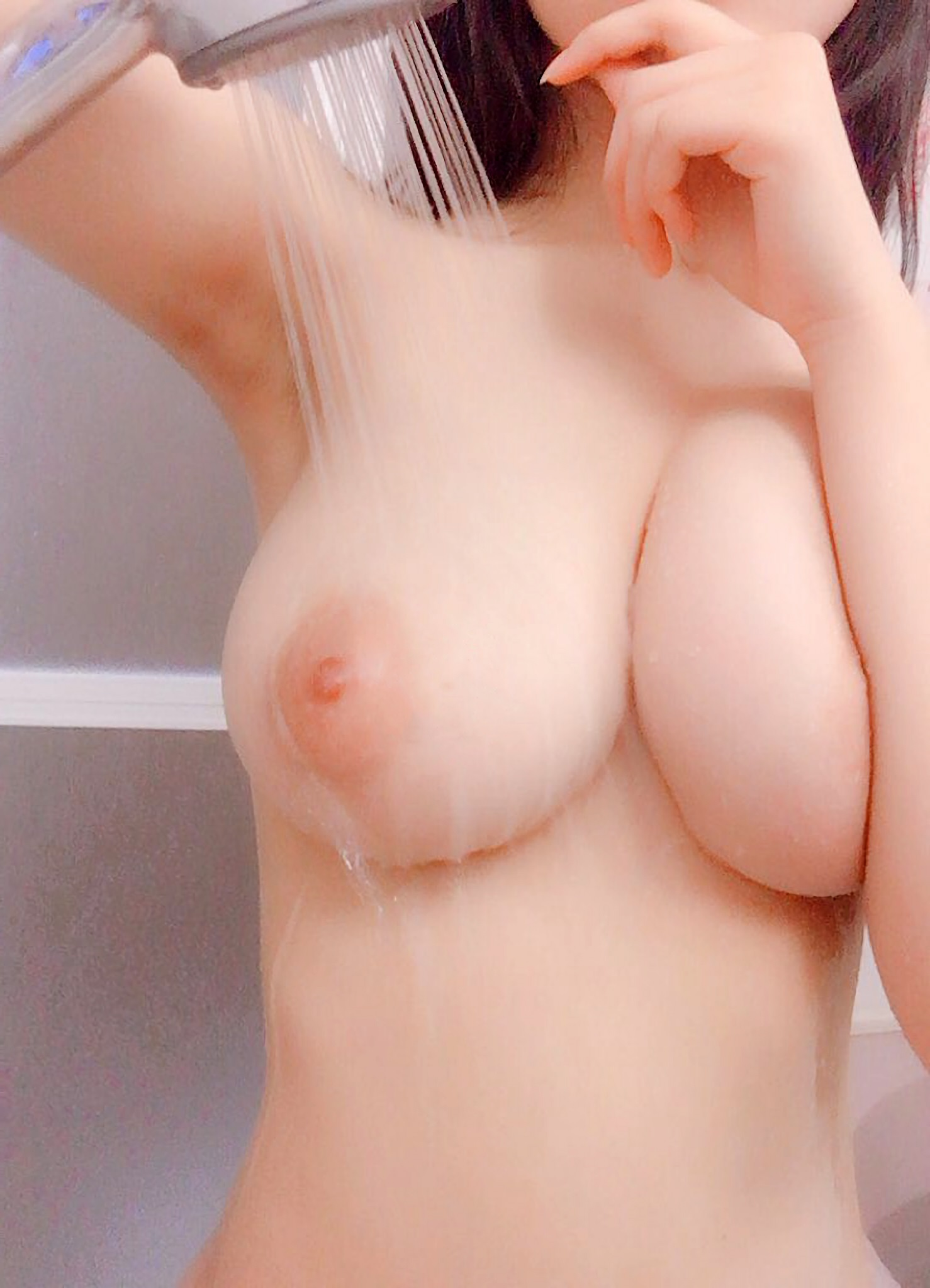
U człowieka rozumnego powiększony gruczoł mlekowy utrzymuje się przez całe życie kobiety, co może mieć związek z rozwojem mózgu bądź stanowić cechę zwracającą uwagę mężczyzn

Wśród łożyskowców wyróżnia się człowiek rozumny. Po okresie dojrzewania kobieta posiada stale powiększone, dobrze widoczne gruczoły mlekowe. Prawdopodobnie pojawiły się one najpierw u Homo ergaster. Postulowano, że stanowią one efekt rozwoju innych cech bez własnej wartości adaptacyjnej, bądź przypisywano im wpływ na dostosowanie, w tym funkcję termoregulacyjną, magazynowania energii w tkance tłuszczowej, wiązano je z rozwojem mózgu. Zwiększenie ilości mięsa w diecie miało zwiększyć syntezę ważnego w rozwoju mózgu dehydroepiandrosteronu, aromatyzowanego do estradiolu wpływającego z kolei na rozwój piersi. Inna hipoteza wskazuje na biust jako wskaźnik zdrowia organizmu bądź cechę przyciągającą samców.